# Ronquières (kalkoen)
Ronquières is een oud Belgisch kalkoenenras dat zijn oorsprong vindt in het dorp Ronquières, gelegen in de provincie Henegouwen. Dit ras staat bekend om zijn robuuste bouw en specifieke kleurslagen, waaronder de patrijskleurige, bronzen en rosse variëteiten.

## Geschiedenis en verspreiding
De Ronquières-kalkoen is een traditioneel Belgisch ras, dat vooral werd gefokt in en rond Ronquières. Het ras was populair bij kleine boeren vanwege zijn hoge weerstand, snelle groei en goede vleeskwaliteit. Hoewel de Ronquières-kalkoen zeldzamer is geworden, wordt hij nog steeds in kleine fokprogramma’s gehouden om de genetische diversiteit te bewaren.

## Kenmerken
De Ronquières-kalkoen is een middelgroot tot groot ras met een krachtig lichaam, goed ontwikkelde borst en sterke loopbenen. De haan heeft een imposante verschijning met een waaiervormig geopende staart tijdens het pronken, terwijl de hen een vol en afgerond verenkleed heeft.

### Kop en snavel
- De kop is grotendeels kaal met een blauwe huid, wat vooral bij de haan goed zichtbaar is.
- De neuslel en wratten zijn felrood.
- De snavel is licht van kleur, met soms een lichte zwarte aanslag.

### Lichaamsbouw
- De borst is breed en diep, wat bijdraagt aan het forse uiterlijk.
- De rug is goed gevormd en in balans met de rest van het lichaam.
- De loopbenen zijn stevig, relatief lang en meestal wit of lichtroze.

### Bevedering
De bevedering is goed ontwikkeld en vol. De Ronquières kalkoen komt in verschillende kleurslagen voor, waarvan de patrijskleur, bronzen en rosse variëteiten het bekendst zijn:
- Patrijskleur: de meest voorkomende kleurslag, met een mix van bruintinten en subtiele zwarte en witte tekening
- Bronzen variant: een donkere kleur met een sterke metaalachtige glans
- Rosse variant: een mix van roodtinten met fijne zwarte en witte patronen op de borst, rug en vleugels

### Gewicht
- Hanen wegen gemiddeld tussen de 10 en 12 kg.
- Hennen zijn lichter en wegen meestal 6 tot 8 kg.

## Officieel erkende kleurslagen
Hoewel de patrijskleur het meest voorkomt, zijn er bij de Ronquières kalkoen ook enkele andere, zij het zeldzame, kleurslagen bekend. In verschillende landen wordt dit ras erkend in diverse kleurslagen.
Enkele organisaties die deze erkenningen vastleggen, zijn:
- Vlaams Interprovinciaal Verbond van Fokkers van Neerhofdieren (VIVFN) – België[1][2][3]
- Association Interprovinciale Wallonne des Éleveurs d'Animaux de Basse-Cour (AIWEABC) – België[4]
- African Ornamental Breeders Association (AOBA) – Afrika[5]

### Erkende kleurslagen per organisatie
| Kleurslag           | België (VIVFN) | België (AIWEABC) | Afrika (AOBA)  |
| ------------------- | -------------- | ---------------- | -------------- |
| Patrijs             | ✔              | ✔                | ✔              |
| Vaal                | ✔              | ❌               | ✔              |
| Hermelijn           | ✔              | ✔                | ✔              |
| Geel-schouder       | ✔              | ❌               | ✔              |
| Wit                 | ✔              | ✔                | ✔              |
| Blauw hermelijn     | ❌             | ❌               | ✔ (sinds 2025) |
| Blauw geel-schouder | ❌             | ❌               | ✔ (sinds 2025) |
| Zwart-vleugelig     | ❌             | ❌               | ✔ (sinds 2025) |

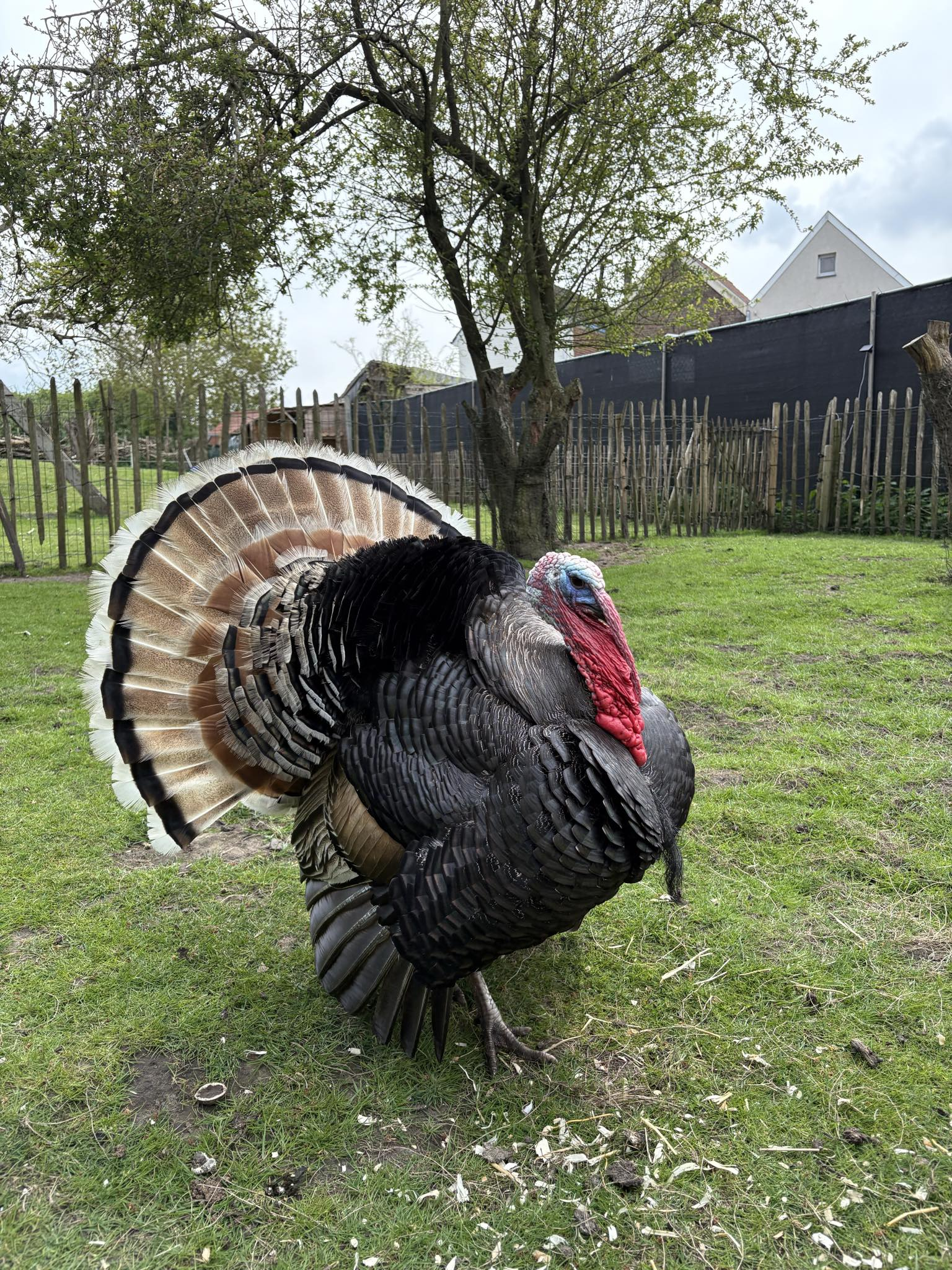
Ronquières-kalkoen, haan in de kleur patrijs (J. Verleyen)
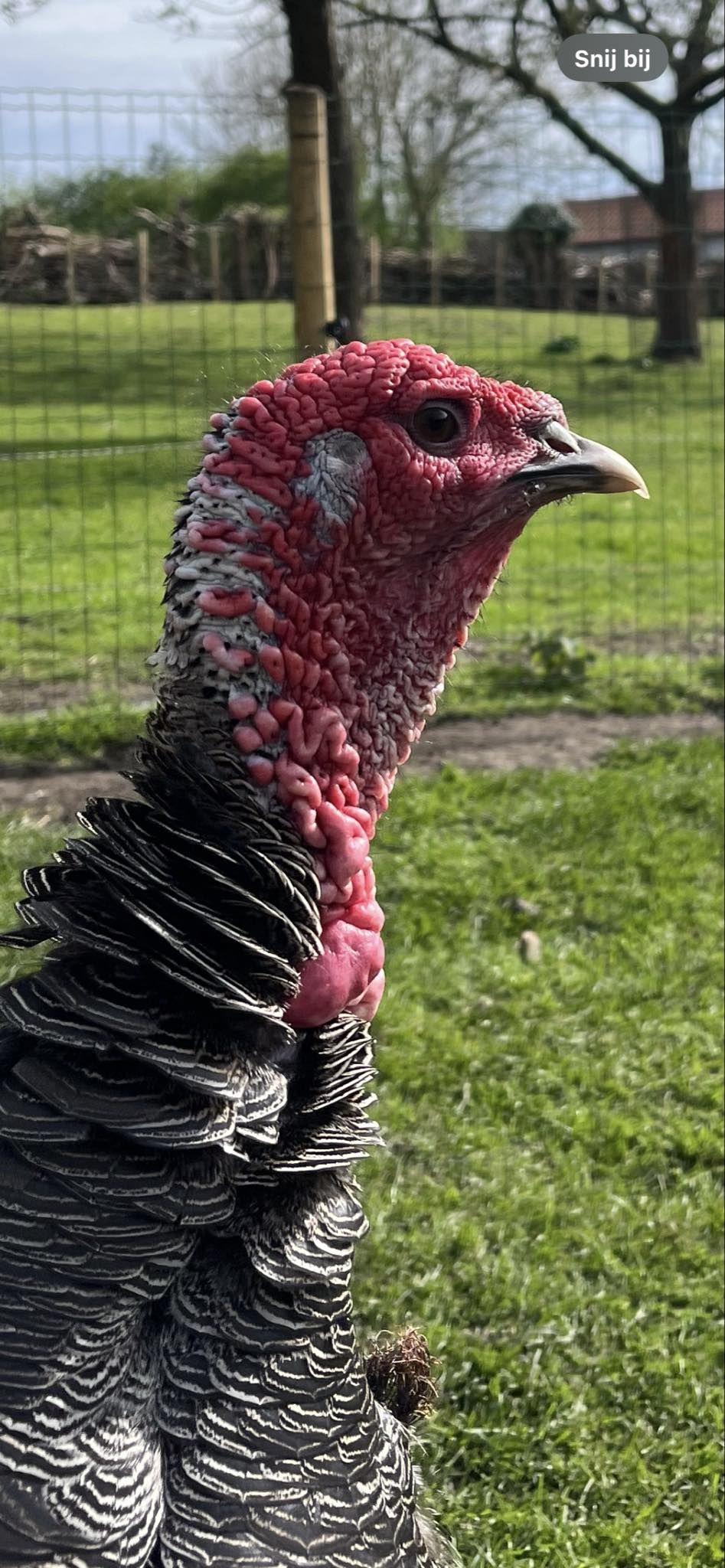
Ronquières-kalkoen, kop van haan in de kleur patrijs (J. Verleyen)
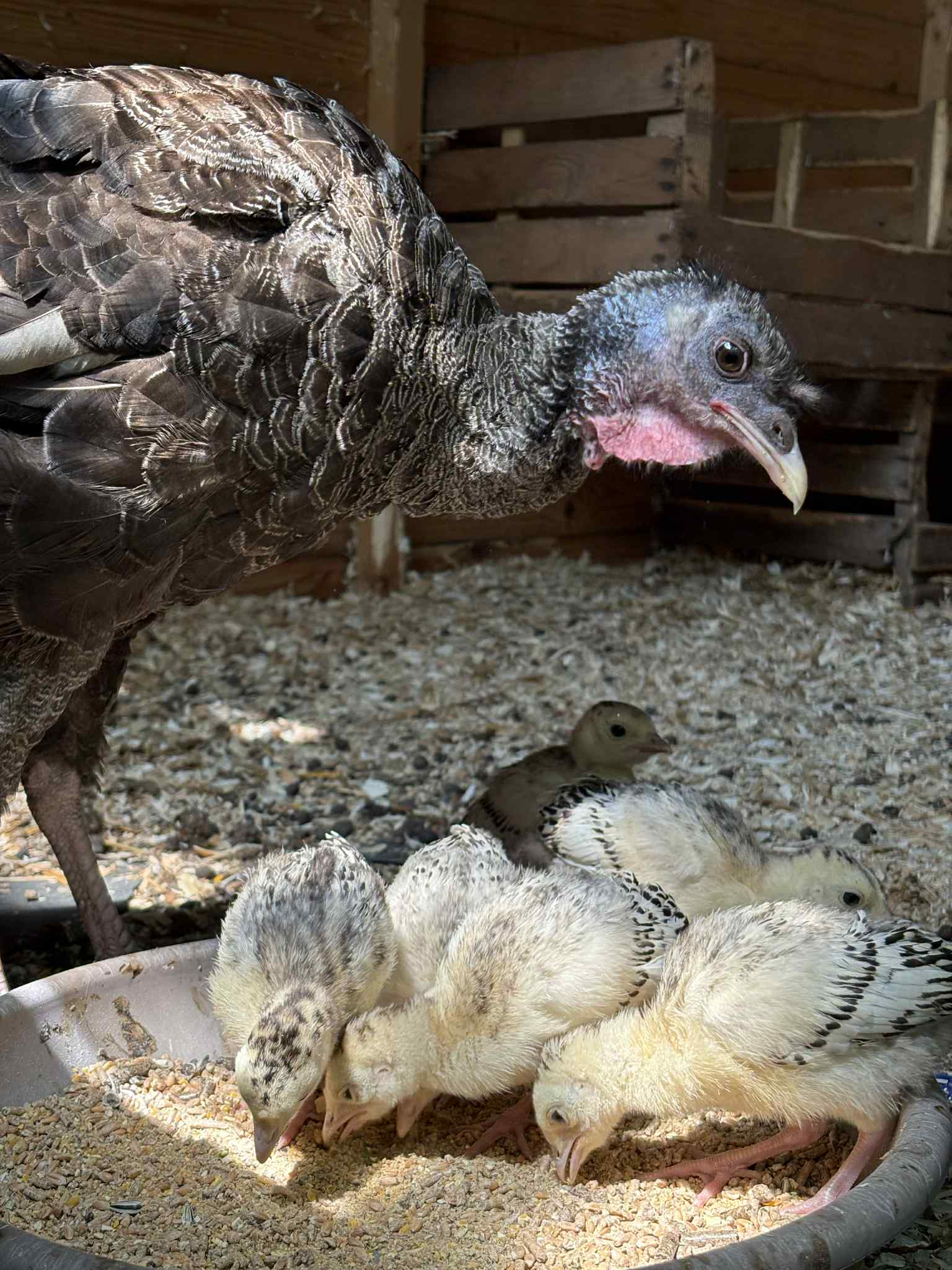
Ronquières-kalkoen, hen in de kleur patrijs met kuikens (J. Verleyen)
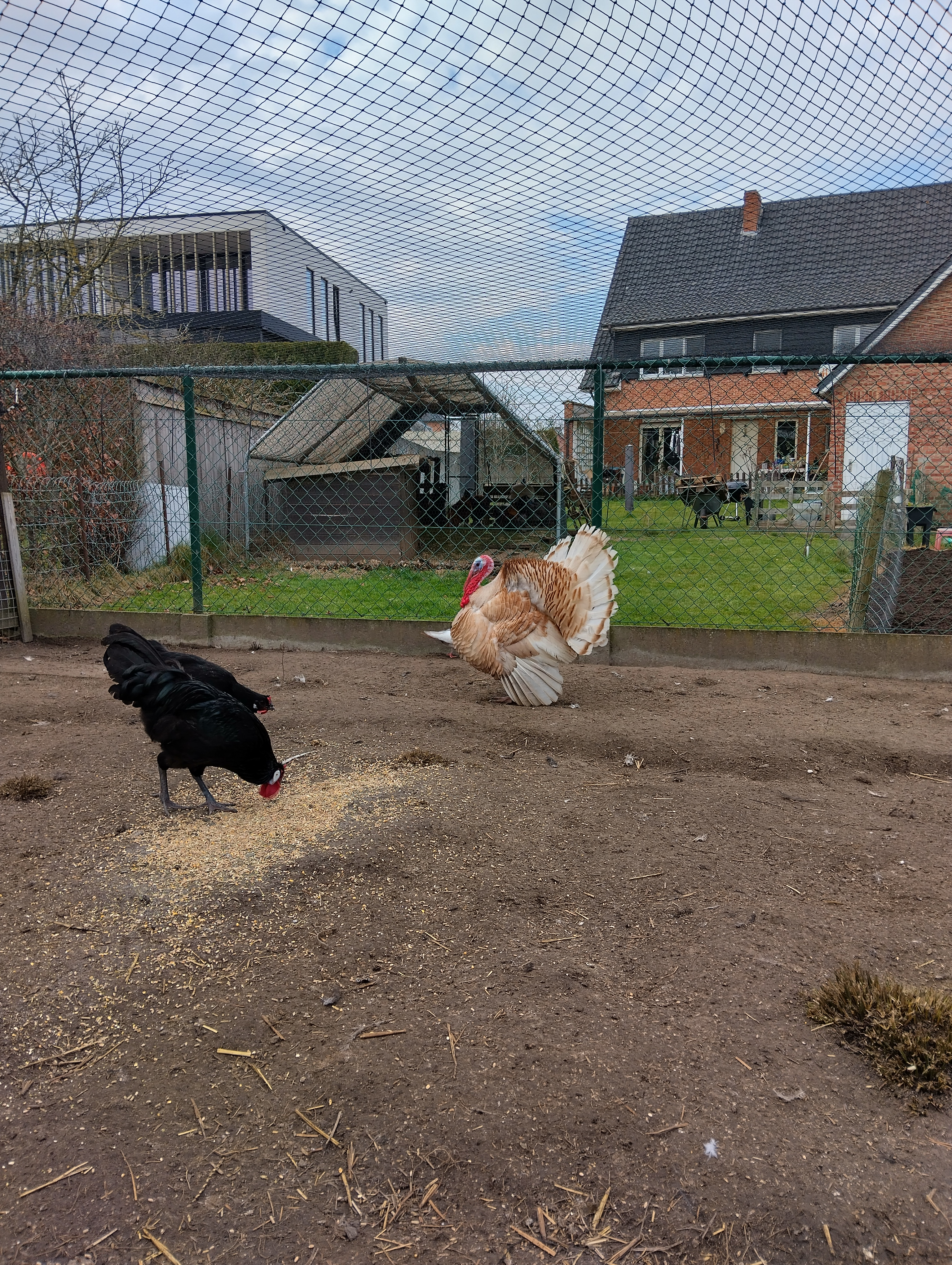
Ronquières-kalkoen, haan in de kleur vaal (AOBA)
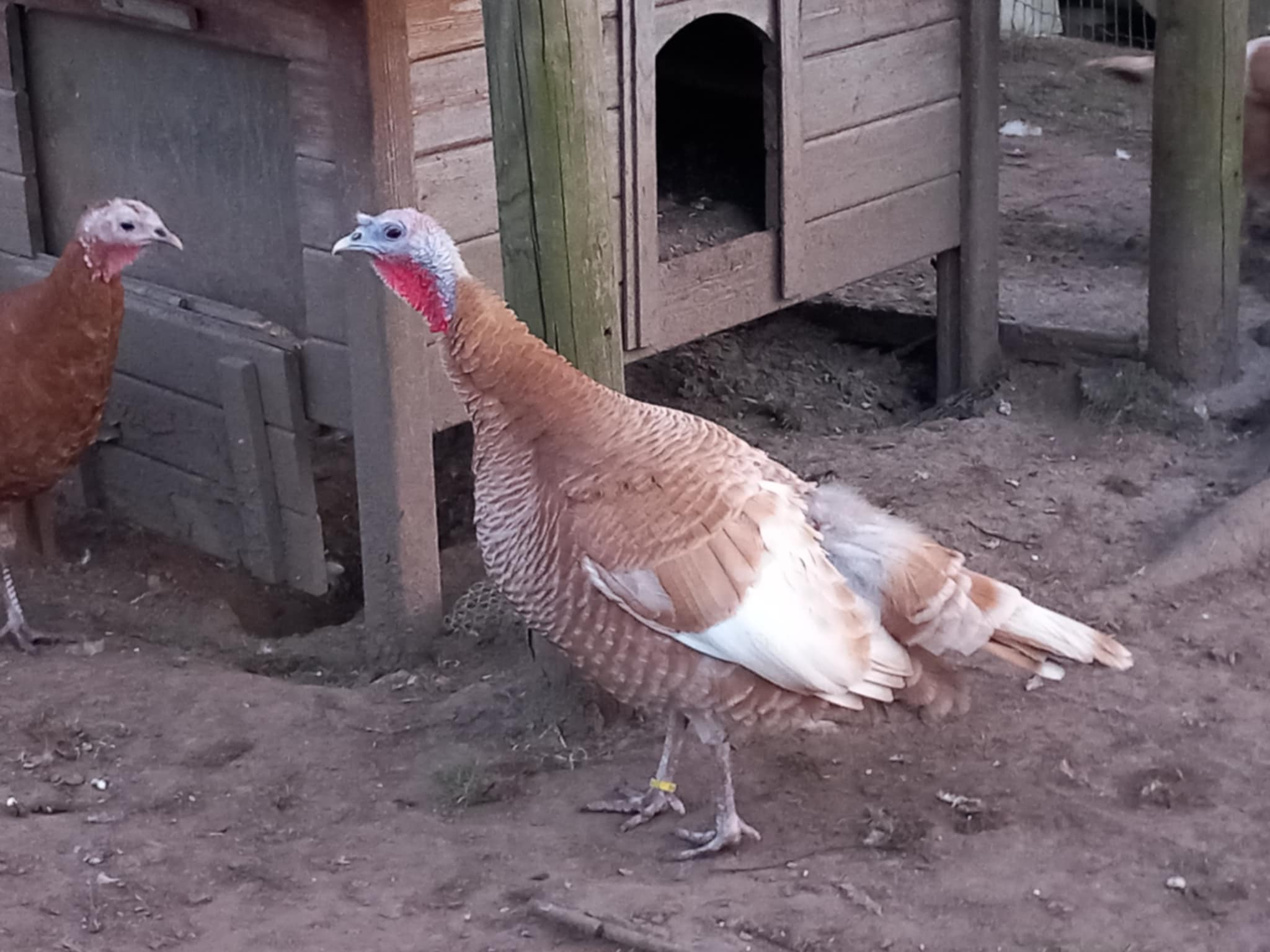
Ronquières-kalkoen, hen in kleur vaal (S. Vanholst)
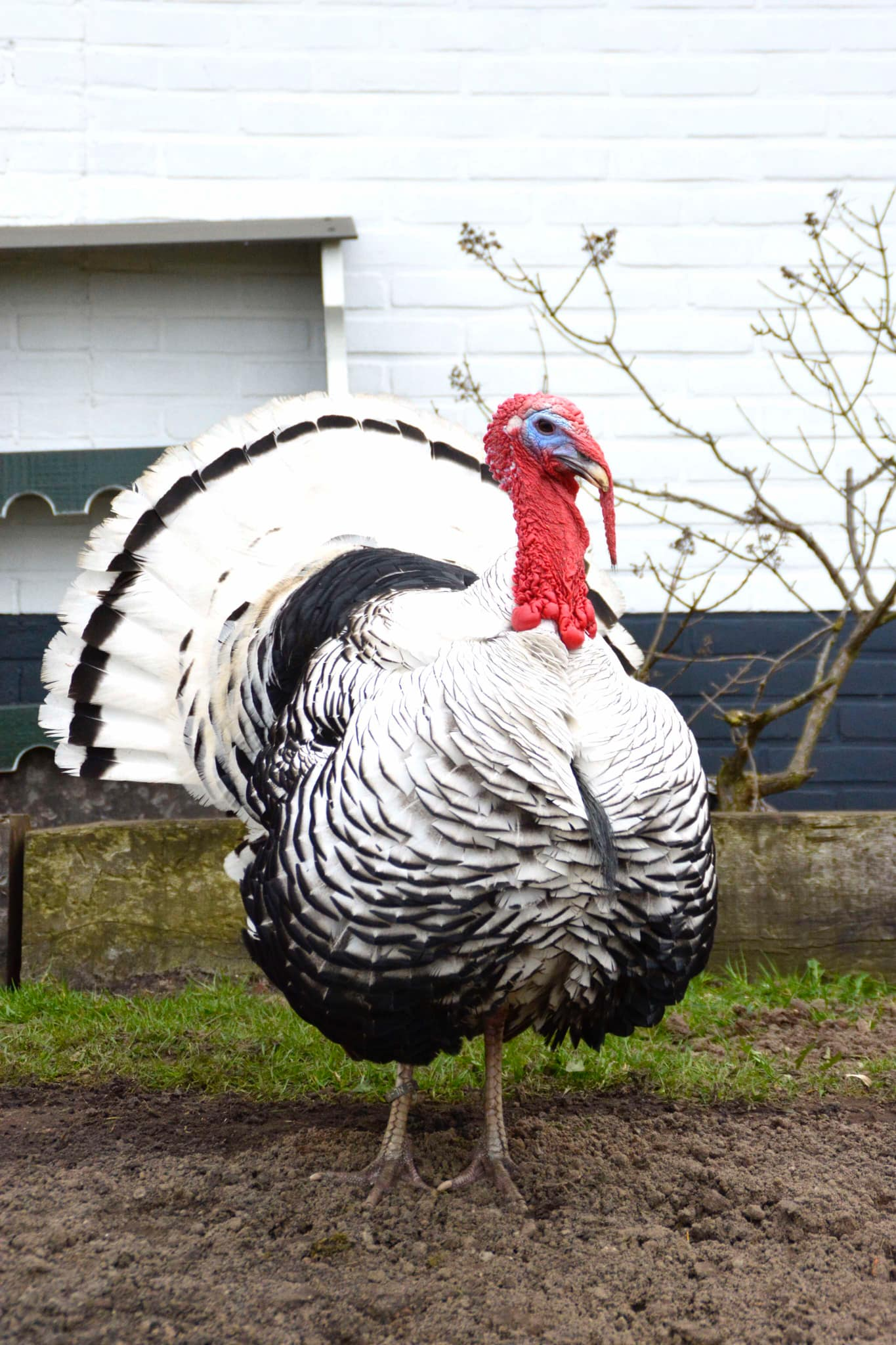
Ronquières-kalkoen, haan in de kleur hermelijn (A. Barneveld)
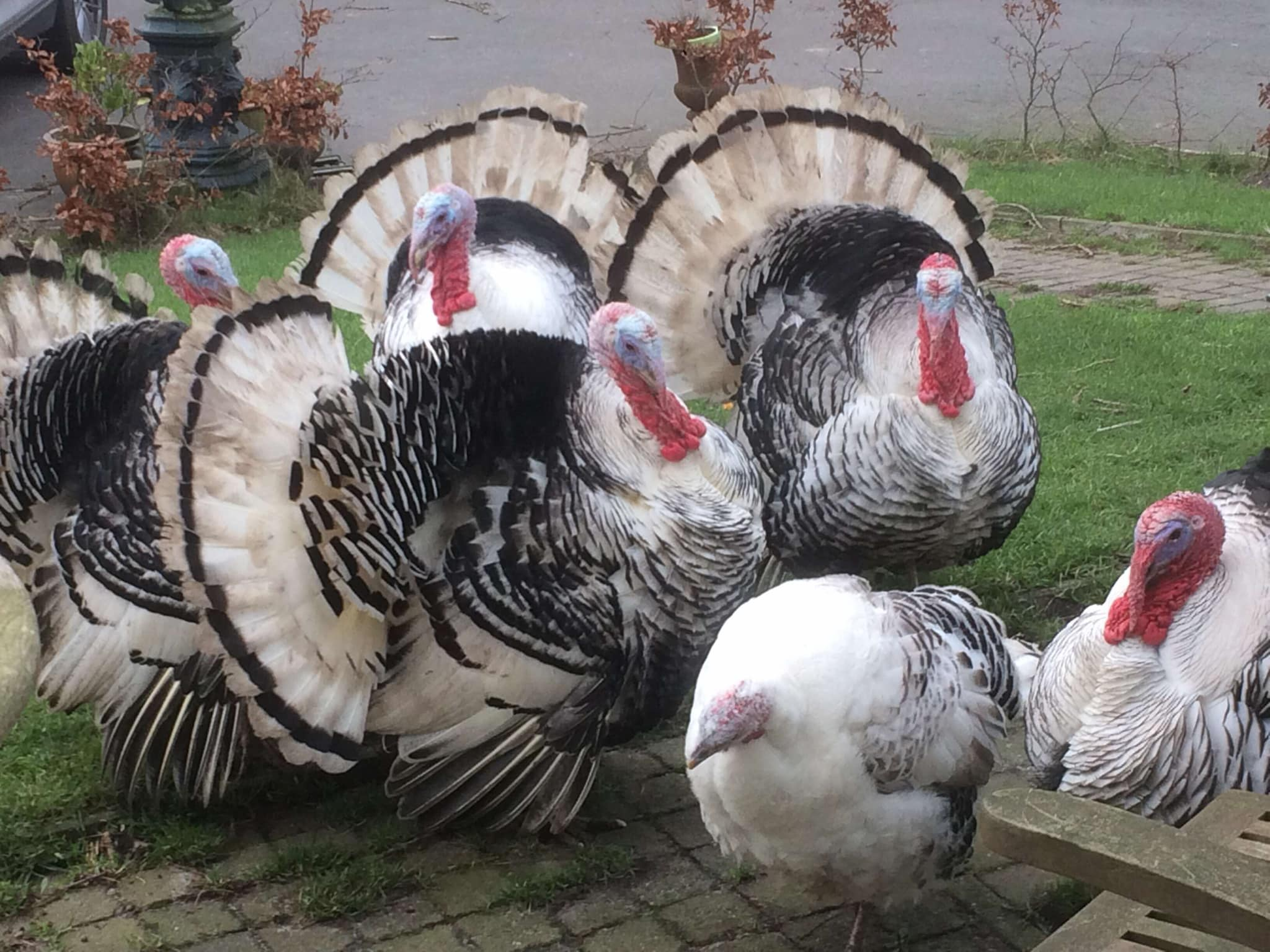
Ronquières-kalkoen, hanen in kleur hermelijn (A. Barneveld)
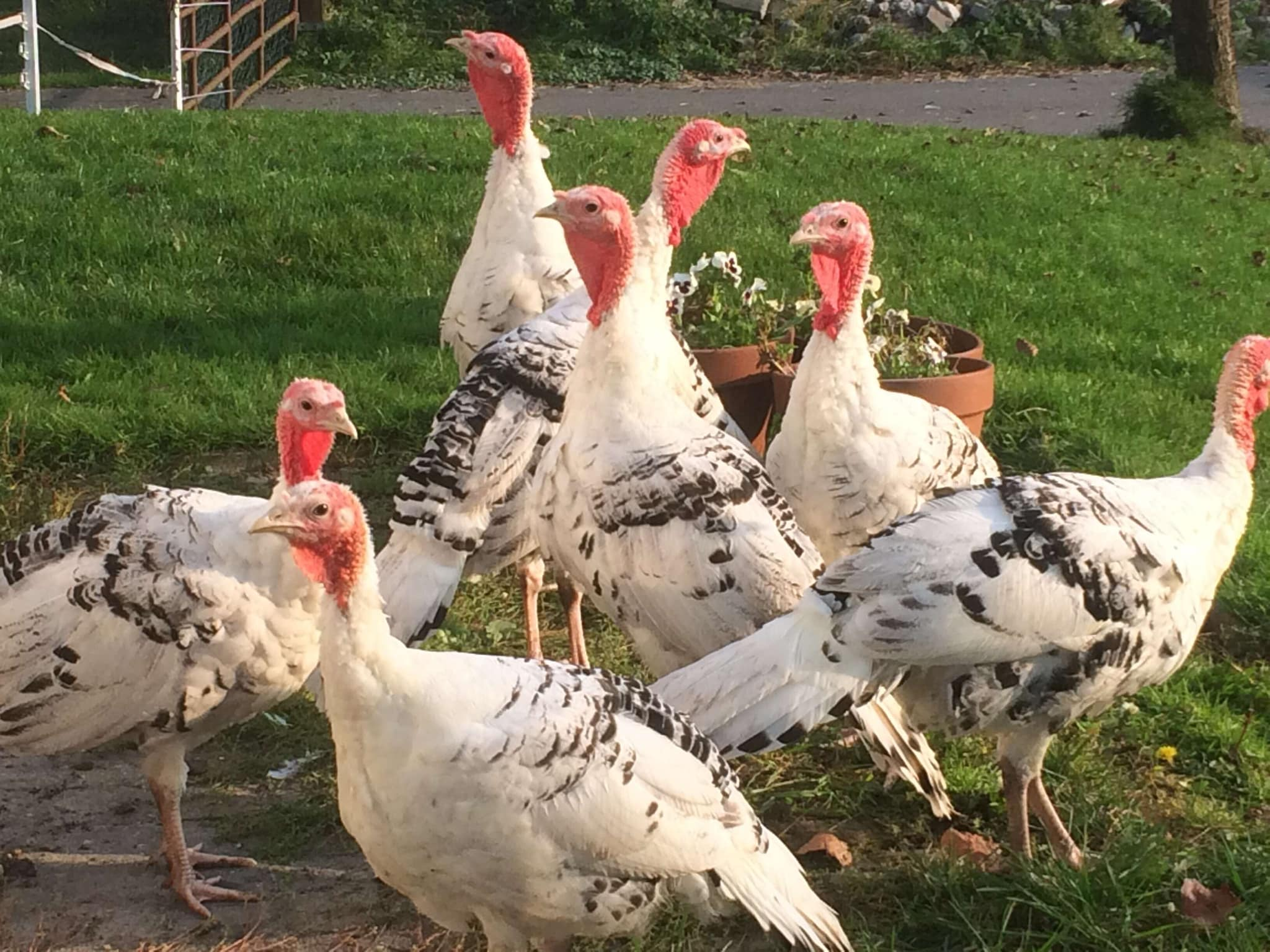
Ronquières-kalkoen, hennen in kleur hermelijn (A. Barneveld)
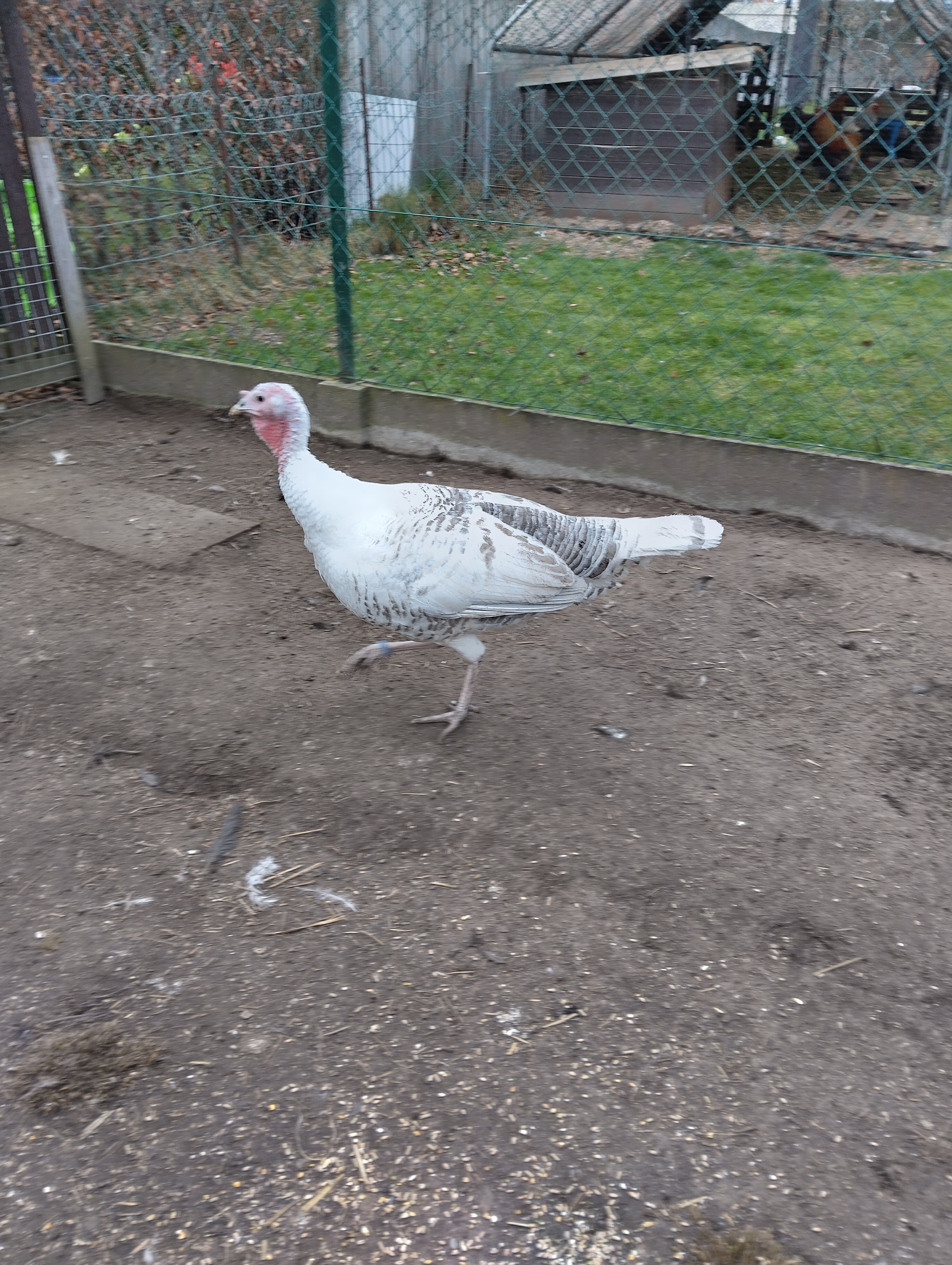
Ronquières-kalkoen, hen in blauwhermelijn (AOBA)
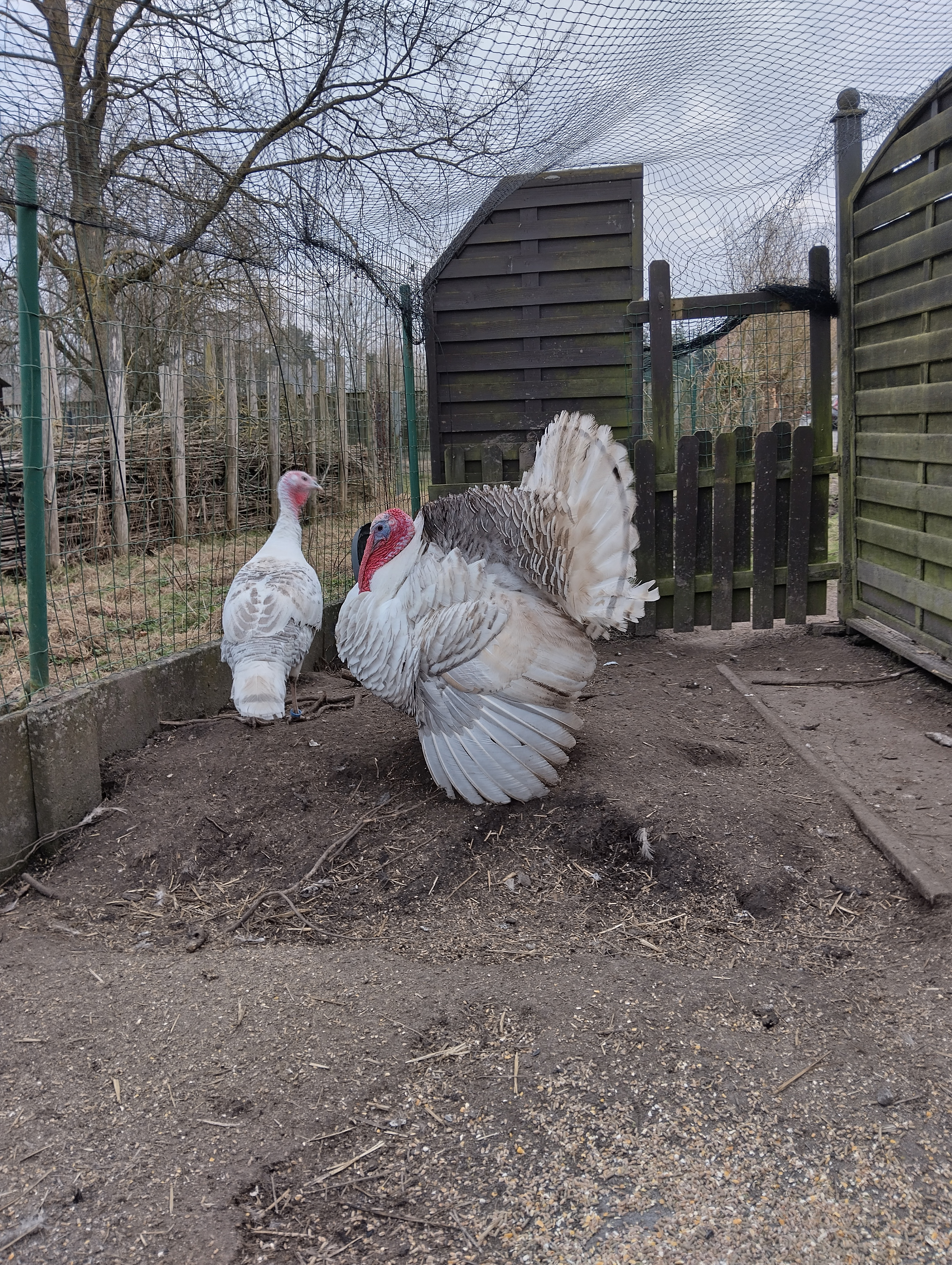
Ronquières-kalkoen, haan en hen in de kleur blauw geel-schouder (AOBA)

## Fokstandaarden en beoordelingscriteria

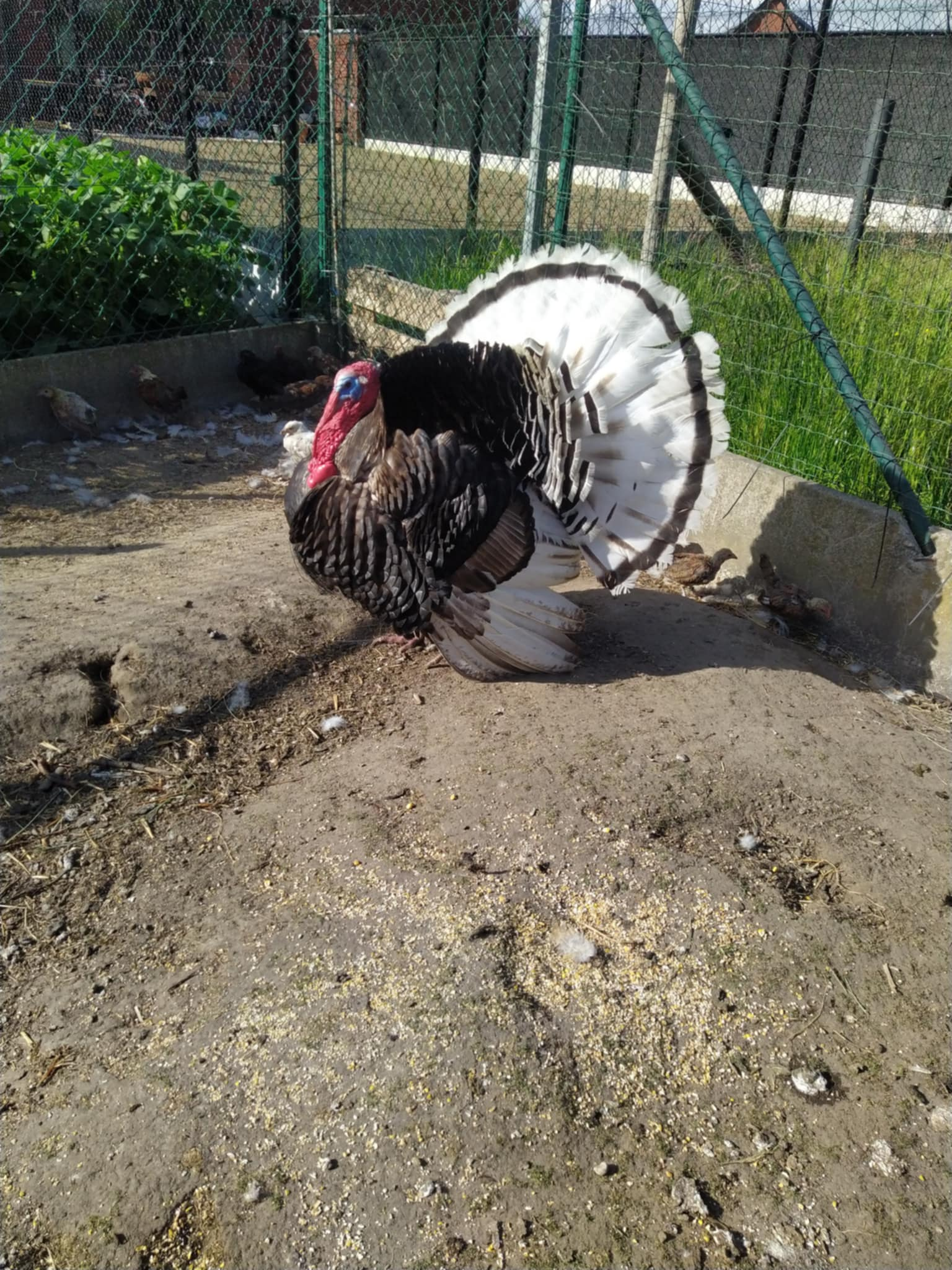
Ronquières-kalkoen, haan met een miskleur (mixkleur), patrijs x hermelijn

Bij tentoonstellingen en keuringen wordt de Ronquières-kalkoen beoordeeld op een puntensysteem. Belangrijke criteria zijn:
- Algemene lichaamsvorm en grootte (15 punten)
- Bevedering en kleurpatroon (15 punten)
- Kop, ogen en snavel (15 punten)
- Tarsen (loopbenen) en tenen (15 punten)
- Borstbreedte en ruglengte (10 punten)
- Gezondheid en algemene conditie (10 punten)

## Fouten en uitsluitingscriteria
Enkele fouten die de beoordeling kunnen beïnvloeden:
- Zwarte aanslag op de snavel
- Te donkere tenen of schubben op de loopbenen
- Te kleine of te grote lichaamsbouw
- Afgesleten borstkwast bij de haan
- Kleur fouten

Uitsluitingsfouten, wat betekent dat het dier niet goedgekeurd wordt voor fok of show, zijn onder andere:
- Kromme tenen of een geblokt lichaam
- Donkere loopbenen of tenen
- Ontbrekende neuslel
- Miskleuren